# Macrophiothrix callizona
Macrophiothrix callizona är en ormstjärneart som beskrevs av Hubert Lyman Clark 1938. Macrophiothrix callizona ingår i släktet Macrophiothrix och familjen Ophiothrichidae. Inga underarter finns listade i Catalogue of Life.